# Tanzaniaanse hockeyploeg (mannen)
De Tanzaniaanse hockeyploeg voor mannen is de nationale ploeg die Tanzania vertegenwoordigt tijdens interlands in het hockey.
Het team kon zich kwalificeren voor de Olympische Spelen van 1980 in Moskou waar ze op de zesde plaats eindigden.

## Erelijst Tanzaniaanse hockeyploeg
| Jaar | Champions Trophy | Afrikaans kampioenschap | Olympische Spelen | Wereldkampioenschap | Hockey World League Hockey Pro League |
| ---- | ---------------- | ----------------------- | ----------------- | ------------------- | ------------------------------------- |
| 1964 |                  |                         | geen deelname     |                     |                                       |
| 1968 |                  |                         | geen deelname     |                     |                                       |
| 1970 |                  |                         |                   |                     |                                       |
| 1971 |                  |                         |                   | geen deelname       |                                       |
| 1972 |                  |                         | geen deelname     |                     |                                       |
| 1973 |                  |                         |                   | geen deelname       |                                       |
| 1974 |                  | geen deelname           |                   |                     |                                       |
| 1975 |                  |                         |                   | geen deelname       |                                       |
| 1976 |                  |                         | geen deelname     |                     |                                       |
| 1978 | geen deelname    |                         |                   | geen deelname       |                                       |
| 1980 | geen deelname    |                         | 6e OS 1980 Moskou |                     |                                       |
| 1981 | geen deelname    |                         |                   |                     |                                       |
| 1982 | geen deelname    |                         |                   | geen deelname       |                                       |
| 1983 | geen deelname    | 6e AF 1983 Caïro        |                   |                     |                                       |
| 1984 | geen deelname    |                         | geen deelname     |                     |                                       |
| 1985 | geen deelname    |                         |                   |                     |                                       |
| 1986 | geen deelname    |                         |                   | geen deelname       |                                       |
| 1987 | geen deelname    |                         |                   |                     |                                       |
| 1988 | geen deelname    |                         | geen deelname     |                     |                                       |
| 1989 | geen deelname    | geen deelname           |                   |                     |                                       |
| 1990 | geen deelname    |                         |                   | geen deelname       |                                       |
| 1991 | geen deelname    |                         |                   |                     |                                       |
| 1992 | geen deelname    |                         | geen deelname     |                     |                                       |
| 1993 | geen deelname    | geen deelname           |                   |                     |                                       |
| 1994 | geen deelname    |                         |                   | geen deelname       |                                       |
| 1995 | geen deelname    |                         |                   |                     |                                       |
| 1996 | geen deelname    | geen deelname           | geen deelname     |                     |                                       |
| 1997 | geen deelname    |                         |                   |                     |                                       |
| 1998 | geen deelname    |                         |                   | geen deelname       |                                       |
| 1999 | geen deelname    |                         |                   |                     |                                       |
| 2000 | geen deelname    | geen deelname           | geen deelname     |                     |                                       |
| 2001 | geen deelname    |                         |                   |                     |                                       |
| 2002 | geen deelname    |                         |                   | geen deelname       |                                       |
| 2003 | geen deelname    |                         |                   |                     |                                       |
| 2004 | geen deelname    |                         | geen deelname     |                     |                                       |
| 2005 | geen deelname    | geen deelname           |                   |                     |                                       |
| 2006 | geen deelname    |                         |                   | geen deelname       |                                       |
| 2007 | geen deelname    |                         |                   |                     |                                       |
| 2008 | geen deelname    |                         | geen deelname     |                     |                                       |
| 2009 | geen deelname    | geen deelname           |                   |                     |                                       |
| 2010 | geen deelname    |                         |                   | geen deelname       |                                       |
| 2011 | geen deelname    |                         |                   |                     |                                       |
| 2012 | geen deelname    |                         | geen deelname     |                     |                                       |
| 2013 |                  | geen deelname           |                   |                     | geen deelname                         |
| 2014 | geen deelname    |                         |                   | geen deelname       |                                       |
| 2015 |                  |                         |                   |                     | eerste ronde HWL 2014-15              |
| 2016 | geen deelname    |                         | geen deelname     |                     |                                       |
| 2017 |                  | geen deelname           |                   |                     | geen deelname                         |
| 2018 | geen deelname    |                         |                   | geen deelname       |                                       |
| 2019 |                  |                         |                   |                     | geen deelname                         |
| 2021 |                  |                         | geen deelname     |                     | geen deelname                         |
| 2022 |                  | geen deelname           |                   |                     | geen deelname                         |
| 2023 |                  |                         |                   | geen deelname       | geen deelname                         |
| 2024 |                  |                         | geen deelname     |                     | geen deelname                         |